# Varitrella quadrata
Varitrella quadrata är en insektsart som först beskrevs av Wilhem de Haan 1842.  Varitrella quadrata ingår i släktet Varitrella och familjen syrsor. Inga underarter finns listade i Catalogue of Life.